# タイロッド・テイラー
タイロッド・ディアロ・テイラー（Tyrod Di'allo Taylor、1989年8月3日 - ）は、アメリカ合衆国バージニア州ハンプトン出身のアメリカンフットボール選手。ニューヨーク・ジェッツに所属する。ポジションはクォーターバック（QB）。

## 経歴

### プロ入りまで
高校1年の時から先発QBを務め、3年間で34勝4敗、パスで5,144ヤードを投げて、44TD、ランでも2,546ヤードを走り56TDをあげた。またキックリターナー、セイフティとしてもプレーした。
2007年の高校卒業時に、Rivals.comからデュアルスリートQBとして1位、Scout.comからQBとして4位と評価された。フロリダ大学、バージニア工科大学からリクルーティングされた彼は、バージニア工科大学に進学した。

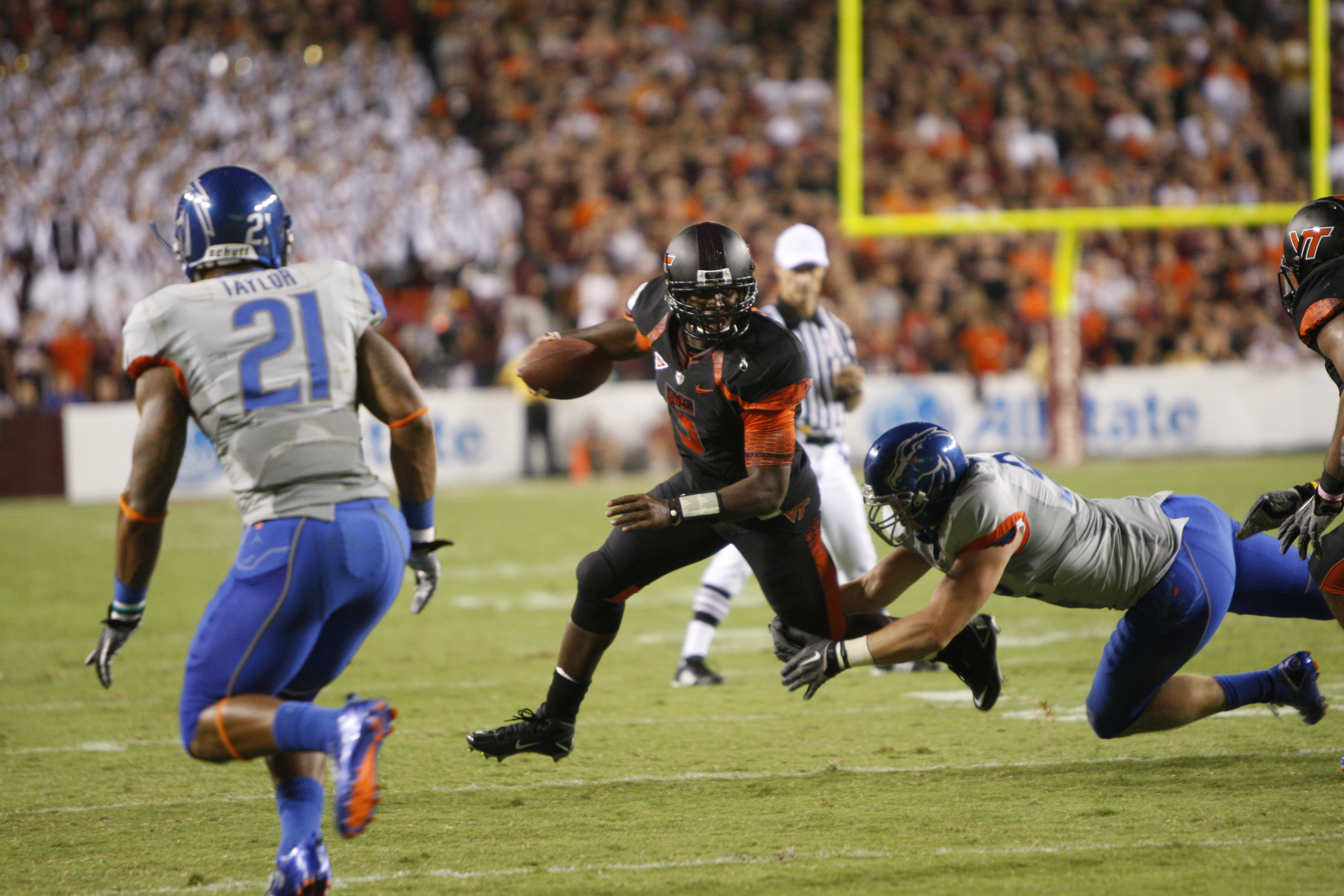
ボイシ州立大学戦でスクランブルするテイラー

1年次の2007年、9月8日のルイジアナ州立大学戦で初出場、パス18回中7回成功、62ヤード、ラン9回で44ヤードを走り、1TDランの成績をあげた。翌週のオハイオ大学戦から先発QBとして起用され、パスで287ヤードを獲得、1TDをあげた。ボビー・ボウデンヘッドコーチ率いるフロリダ州立大学戦ではランで92ヤード、1TD、パス204ヤード、2TDパスをあげる活躍を見せ、20年ぶりの同大学に対する勝利に貢献した。10月13日のデューク大学戦の第2Qに足首を痛めて2試合に欠場し、ジョージア工科大学戦で復帰したものの、シーズンの残り試合では先発出場はしなかった。この年、パス134回中72回成功（成功率53.7%）、5TD、ランで429ヤード、6TDをあげた。
2年次の2008年は、当初練習生として迎えた。2戦目のファーマン大学戦でその年初出場、112ヤードを走り1TDをあげた。続くジョージア工科大学戦で先発QBに昇格した。10月25日のフロリダ州立大学戦の最初のプレーで、足首を痛めて、グレノンのリリーフを仰いだ。マイアミ大学戦では交代出場し、試合残り2分を切ってから第4ダウン3ヤードの場面で、QBサックされ、チームは14-16で敗れた。デューク大学戦では先発出場したが、前半だけで5ターンオーバーを与えてしまい、交代させられた。翌週のバージニア大学戦でも先発出場し、パス18回中12回成功、137ヤード、16回のランで137ヤードを走り、73ヤードのランも見せた。ボストンカレッジとのアトランティック・コースト・カンファレンス優勝戦でも先発出場し勝利、その試合のMVPに選ばれ、チームはオレンジボウルに出場した。
3年次の2009年には、チームをカンファレンス2位の9勝3敗に導いた。テネシー大学とのチックフィルAボウルにも勝利し10勝3敗でシーズンを終えた。チームは一時、全米ランク4位となったが、ジョージア工科大学、ノースカロライナ大学に連敗、AP通信、USAトゥデイそれぞれから全米10位にランクされた。この年パス成功率56.0%、2311ヤード、13TD、5INTの成績を残した。
4年次の2010年には、開幕戦でボイシ州立大学相手に、ランで73ヤード、パス22回中15回成功、186ヤード、2TDをあげたが敗れ、ジェームズ・マディソン大学にも敗れ0勝2敗となったが、続く11試合に連勝した。チームは10年ぶりにカンファレンスで8戦全勝、7シーズンで4度目となるACC優勝戦に出場、シャーロットで行われたフロリダ州立大学戦で44-33と勝利した。この年パス成功率59.7%で2743ヤード、24TD、5INTの成績をあげて、カンファレンス最優秀選手に選ばれた。24TDパスは大学のシーズン記録となった。この年チームはジム・ハーボーヘッドコーチ、QBアンドリュー・ラックのスタンフォード大学とオレンジボウルで対戦した。テイラーはこの試合でパス222ヤードを投げたが、ランは22ヤードに終わり、敵陣35ヤード以内には、2回しかボールを進めることができず、12-40で敗れた。
2011年のEast–West Shrine Gameにも出場している。2月に行われたNFLドラフトコンバインでは、40ヤード走でQB最速の4秒51をマークした。
通算トータルオフェンス獲得ヤード（9,213）、通算パス獲得ヤード（7,017）、QBの通算ラン獲得ヤード（2,196）、先発QB勝利数（34）、QBの通算TDラン（23）、シーズンTDパス（24）で大学記録を更新した。

### ボルチモア・レイブンズ
2011年のNFLドラフト6巡でボルチモア・レイブンズに指名された。NFLではWRに転向するのではという見方もされていたが、同年5月、オジー・ニューサムGMは、QBとして育てていくことを明言した。
プレシーズン第2週のカンザスシティ・チーフス戦では、第4Qに2回のTDドライブを演出、逆転勝利に貢献した。プレシーズン第3週では残り37秒にブランドン・ジョーンズへ9ヤードのTDパスを決めて逆転勝利、ジョー・フラッコの控えQBの座を射止めた。レギュラーシーズンでは、12月4日のクリーブランド・ブラウンズ戦で初出場した。12月18日の試合でプロ初のパスを成功させた。
2012年、プレシーズンゲーム最初の2試合、アトランタ・ファルコンズ戦、デトロイト・ライオンズでは合計パス39回中16回成功、129ヤード、タッチダウンなしに終わったが、プレシーズン第3週のジャクソンビル・ジャガーズ戦では2TDパス、1TDランの活躍を見せた。
レイブンズがすでに地区優勝を決めた最終週、シンシナティ・ベンガルズ戦に交代出場し、スクランブルで28ヤードのランを見せた。さらにブーツレッグから1ヤードのTDランをあげたが、第4Qにエド・ディクソンへ投げたショートパスをカルロス・ダンラップに14ヤードのインターセプトされリターンTDを許した。この試合でパス25回中15回施行、149ヤード、1インターセプト、QBレイティング60.2、9回のランで65ヤードを走った。試合終了後は、相手選手より、ロバート・グリフィン3世と比較したリスペクトも受けた。
2013年、シーズン開幕前、ケイレブ・ヘイニーとフラッコの控えQBの座を争い勝利、8月30日にヘイニーは解雇された。第16週のニューイングランド・ペイトリオッツ戦では途中出場したが、スナップの際のファンブル、インターセプトで相手ディフェンスに2TDを許した。

### バッファロー・ビルズ

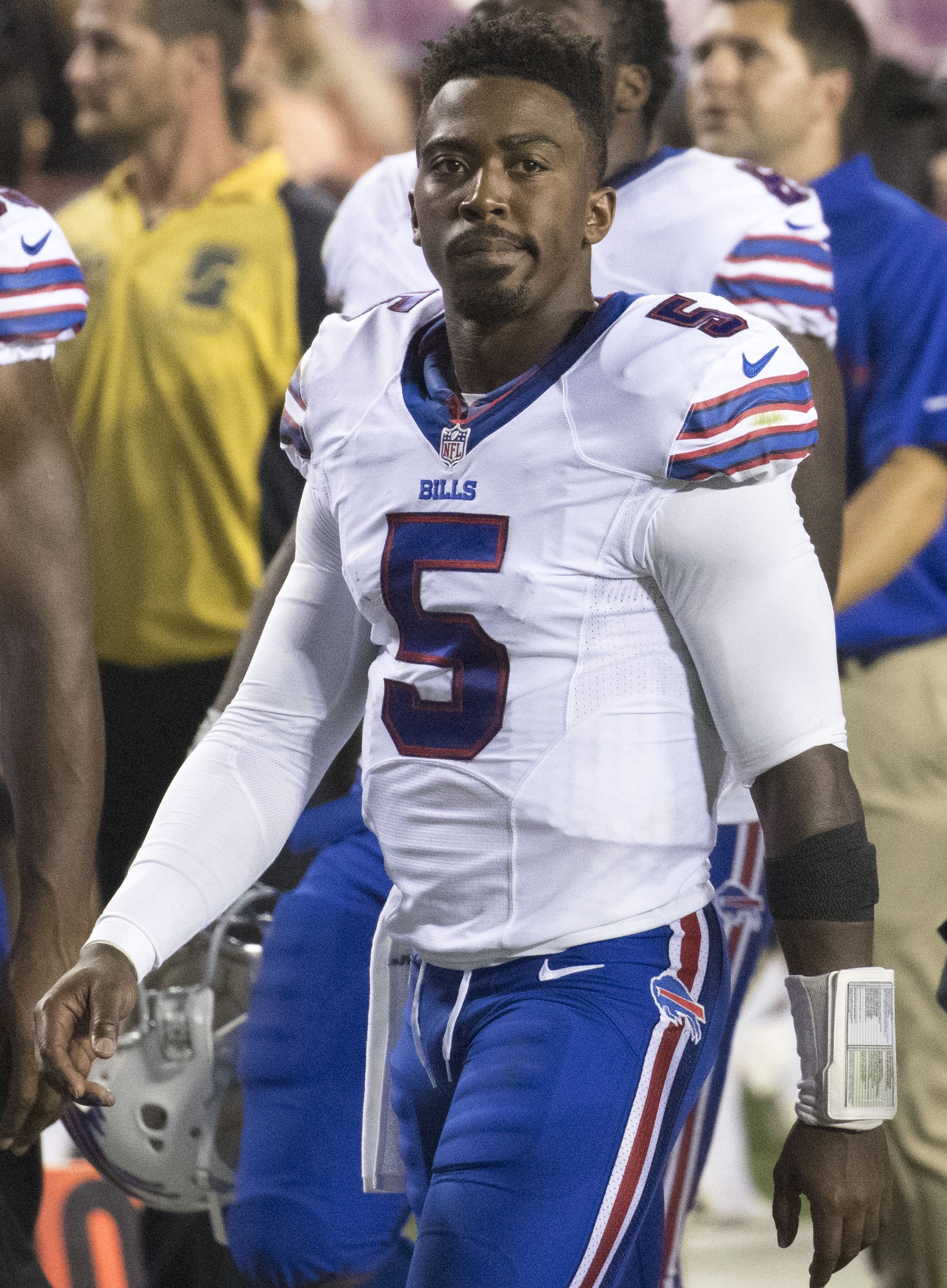
ビルズ時代のテイラー

2015年3月12日、バッファロー・ビルズと契約、マット・キャセル、EJ・マニュエルとの先発QB争いを期待された。同年8月31日、ビルズの開幕先発QBに指名された。
インディアナポリス・コルツ戦で初先発し、パス19回中14回成功、195ヤード、1TD、ランでも41ヤードを獲得し、チームは27-14で勝利した。翌週のニューイングランド・ペイトリオッツ戦ではパス30回中23回成功、3TD、3INT、ランでも43ヤード、1TDをあげたが、チームは32-40で敗れた。マイアミ・ドルフィンズ戦ではパス29回中21回成功、3TD、インターセプトなしでチームは41-14で勝利した。第5週のテネシー・タイタンズ戦ではパスで100ヤード以上、ランで70ヤード以上を獲得した5人目のQBとなった。この日彼が着用したジャージは、プロフットボール殿堂に贈られた。この週の試合でMCLを痛めた彼は、第6週のシンシナティ・ベンガルズ戦から2試合欠場した。第13週のヒューストン・テキサンズとの第3Qまで、インターセプトまでに、2002年、ドリュー・ブレッドソーが作ったチーム記録を更新する連続インターセプトなしのチーム記録を更新した。この記録は第14週のフィラデルフィア・イーグルス戦で最後に投げたパスがインターセプトされるまで、222回まで続いた。チームは第15週のワシントン・レッドスキンズ戦で敗れた時点でチームは16年連続プレーオフ出場を逃した。チームは8勝8敗となり、1990年代終わりから3度目となる勝率5割を達成した。
この年、14試合に先発出場し、パス成功率63.7%、3035ヤード、20TD、6INTの成績であった。ランでもチーム記録となる568ヤードを走った。
2016年1月25日、第50回スーパーボウルに出場するキャム・ニュートンの代役としてプロボウルに選ばれた。

### クリーブランド・ブラウンズ
2018年3月9日、ビルズはテイラーを、2018年のNFLドラフトの第3ラウンドとトレードでクリーブランド・ブラウンズへ放出した。 3月14日に正式にブラウンズと契約。開幕3週目で怪我をし、以降チームのQBはベイカー・メイフィールドが務めることになった。

### ロサンゼルス・チャージャーズ
2019年3月13日、ロサンゼルス・チャージャーズの元攻撃コーディネーターと暫定ヘッドコーチのアンソニー・リンと会談し、2年間1,100万ドルの契約に署名した。
2020年、正QBのフィリップ・リバースがインディアナポリス・コルツに移籍し、テイラーにとってはチャンスとなり、開幕戦で先発出場を果たすも、第2週のカンザスシティ・チーフス戦前に鎮痛剤の使用によって合併症を発症。先発QBをルーキーのジャスティン・ハーバートに明け渡すことになった。

### ヒューストン・テキサンズ
2021年3月16日にヒューストン・テキサンズと契約を結んだ。
それまでチームのレギュラーQBであったデショーン・ワトソンが性的暴行疑惑による民事訴訟を起こされたため、テイラーは開幕戦のジャクソンビル・ジャガーズ戦で先発を務めた。この試合でパス33回中22回成功、291ヤード、タッチダウン2回、ランで40ヤードを獲得し、37-21で勝利した。しかし、第2週のブラウンズ戦でハムストリングを負傷し戦線離脱した。第9週のマイアミ・ドルフィンズ戦で復帰するも、第13週のインディアナポリス・コルツ戦で完封負けを喫し、以降はルーキーQBのデービス・ミルズに先発を譲った。

### ニューヨーク・ジャイアンツ
2022年3月にニューヨーク・ジャイアンツと2年契約を結んだ。

### ニューヨーク・ジェッツ
2024年、ニューヨーク・ジェッツと2年契約を結んだ。

## 詳細情報

### 年度別成績

#### レギュラーシーズン
| 年度      | チーム    | 背 番 号  | 試合 | 試合 | パス      | パス      | パス      | パス        | パス             | パス | パス            | パス          | ラン      | ラン        | ラン             | ラン | 記録              |
| 年度      | チーム    | 背 番 号  | 出場 | 先発 | 成功 回数 | 試投 回数 | 成功 確率 | 獲得 ヤード | 平均 獲得 ヤード | TD   | インター セプト | レイテ ィング | ラン 回数 | 獲得 ヤード | 平均 獲得 ヤード | TD   | 先発出場 試合勝敗 |
| --------- | --------- | --------- | ---- | ---- | --------- | --------- | --------- | ----------- | ---------------- | ---- | --------------- | ------------- | --------- | ----------- | ---------------- | ---- | ----------------- |
| 2011      | BAL       | 2         | 3    | 0    | 1         | 1         | 100.0     | 18          | 18.0             | 0    | 0               | 118.7         | 1         | 2           | 2.0              | 0    |                   |
| 2012      | BAL       | 2         | 7    | 0    | 17        | 29        | 58.6      | 179         | 6.2              | 0    | 1               | 62.3          | 14        | 73          | 5.2              | 1    |                   |
| 2013      | BAL       | 2         | 3    | 0    | 1         | 5         | 20.0      | 2           | 0.4              | 0    | 1               | 0.0           | 8         | 64          | 8.0              | 0    |                   |
| 2014      | BAL       | 2         | 1    | 0    | 0         | 0         | 0.0       | 0           | 0.0              | 0    | 0               | 0.0           | 4         | −3          | −0.8             | 0    |                   |
| 2015      | BUF       | 5         | 14   | 13   | 242       | 380       | 63.7      | 3,035       | 8.0              | 20   | 6               | 99.4          | 104       | 568         | 5.5              | 4    | 7-6               |
| 2016      | BUF       | 5         | 15   | 15   | 269       | 436       | 61.7      | 3,023       | 6.9              | 17   | 6               | 89.7          | 95        | 580         | 6.1              | 6    | 7-8               |
| 2017      | BUF       | 5         | 15   | 14   | 263       | 420       | 62.6      | 2,799       | 6.7              | 14   | 4               | 89.2          | 84        | 427         | 5.1              | 4    | 8-6               |
| 2018      | CLE       | 5         | 4    | 3    | 42        | 85        | 49.4      | 473         | 5.6              | 2    | 2               | 63.7          | 16        | 125         | 7.8              | 1    | 1-1-1             |
| 2019      | LAC       | 5         | 8    | 0    | 4         | 6         | 66.7      | 33          | 5.5              | 1    | 0               | 120.1         | 10        | 7           | 0.7              | 0    |                   |
| 2020      | LAC       | 5         | 2    | 1    | 16        | 30        | 53.3      | 208         | 6.9              | 0    | 0               | 75.4          | 6         | 7           | 1.2              | 0    | 1-0               |
| 2021      | HOU       | 5         | 6    | 6    | 91        | 150       | 60.7      | 966         | 6.4              | 5    | 5               | 76.7          | 19        | 151         | 7.9              | 3    | 2-4               |
| NFL：11年 | NFL：11年 | NFL：11年 | 78   | 53   | 946       | 1,542     | 61.3      | 10,736      | 7.0              | 59   | 25              | 88.1          | 361       | 2,001       | 5.5              | 19   | 26-25-1           |

- 2021年度シーズン終了時
- 太字は自身最高

#### ポストシーズン
| 年度 | チーム | 試合 | 試合 | パス      | パス      | パス      | パス        | パス             | パス | パス            | パス          | ラン      | ラン        | ラン             | ラン | 記録              |
| 年度 | チーム | 出場 | 先発 | 成功 回数 | 試投 回数 | 成功 確率 | 獲得 ヤード | 平均 獲得 ヤード | TD   | インター セプト | レイテ ィング | 試行 回数 | 獲得 ヤード | 平均 獲得 ヤード | TD   | 先発出場 試合勝敗 |
| ---- | ------ | ---- | ---- | --------- | --------- | --------- | ----------- | ---------------- | ---- | --------------- | ------------- | --------- | ----------- | ---------------- | ---- | ----------------- |
| 2017 | BUF    | 1    | 1    | 17        | 37        | 45.9      | 134         | 3.6              | 0    | 1               | 44.2          | 7         | 27          | 3.9              | 0    | 0–1               |
| 計   | 計     | 1    | 1    | 17        | 37        | 45.9      | 134         | 3.6              | 0    | 1               | 44.2          | 7         | 27          | 3.9              | 0    | 0–1               |

- 2021年度シーズン終了時
- 太字はスーパーボウル出場